# Birkenhead Lake Provincial Park
Birkenhead Lake Provincial Park är en park i Kanada.   Den ligger i provinsen British Columbia, i den sydvästra delen av landet, 3 500 km väster om huvudstaden Ottawa. Birkenhead Lake Provincial Park ligger 1 533 meter över havet.
Terrängen runt Birkenhead Lake Provincial Park är bergig söderut, men norrut är den kuperad. Trakten runt Birkenhead Lake Provincial Park är nära nog obefolkad, med mindre än två invånare per kvadratkilometer.. Det finns inga samhällen i närheten.
Trakten runt Birkenhead Lake Provincial Park består i huvudsak av gräsmarker.